# Feels Like Summer
«Feels Like Summer» és el primer senzill de l'àlbum Pacific Daydream, onzè en la discografia del grup estatunidenc Weezer. Oficialment es van llançar dues versions de la banda, la primera fou el propi senzill i per les emissores de ràdio que es va llançar el 16 de març de 2017, mentre que la segona era la versió acústica, que es va llançar el 28 de juny de 2017.
El videoclip de la versió original va aparèixer el mateix dia, i compta amb les versions animades dels membres de la banda. La cançó va aconseguir cert èxit amb el pas de les setmanes, sent número dos de la llista estatunidenca de música alternativa, i esdevenint el seu millor senzill de l'última dècada, des de «Pork and Beans» (2008). Va ser inclosa en la banda sonora del videojoc FIFA 18.

## Llista de cançons
| Núm. | Títol               | Durada |
| ---- | ------------------- | ------ |
| 1.   | «Feels Like Summer» | 3:15   |

| Núm. | Títol                                 | Durada |
| ---- | ------------------------------------- | ------ |
| 1.   | «Feels Like Summer» (versió acústica) | 3:16   |